# Valódi törpefürkészek
A valódi törpefürkészek (Proctotrupidae) a rovarok (Insecta) osztályába a hártyásszárnyúak rendjébe tartozó család. Az ide tartozó fajok száma kb. 1200.

## Megjelenésük
Testnagyságuk 3–10 mm közötti. Rágóik aszimmetrikusak. A tojócső erős, szklerotizált.

## Életmódjuk
Magányos életmódúak. A talajban, korhadó fatörzsekben fejlődő bogárlárvákban élnek. Némelyik fajuk legyek parazitoidja. Jellegzetesen nem a gazdában, hanem annak testfelszínén bábozódnak be.

## Rendszerezés
- Exallonyx
- Austroserphus
- Heloriserphus